# 锶
锶（舊譯鎴），是一種化學元素，其化學符號为Sr，原子序數为38，原子量為87.62 u，屬於周期表的2A族，是一种银白色有光泽的碱土金属。
锶的化学性质活泼，在空气中会迅速转黄并失去光澤，加热到熔点（769℃）时即燃烧，呈红色火焰，生成氧化锶（SrO）。在加压条件下跟氧气化合生成过氧化锶（SrO2）。跟卤素、硫、硒等容易化合。加热时跟氮化合生成氮化锶（Sr3N2）。加热时跟氢化合生成氢化锶（SrH2）。跟盐酸、稀硫酸剧烈反应放出氢气。常温下跟水反应生成氢氧化锶和氢气。
锶是非放射性碱土金属中地殼丰度最低的元素，在自然界主要以化合态存在，主要的矿石有天青石（SrSO4）和菱锶矿（SrCO3）。锶是在1787年由英國人霍普發現，亦經過他的朋友克勞福德確認。1807年英国化学家汉弗里·戴维电解碳酸锶时发现了金属锶。工业用电解熔融的氯化锶制取锶。
锶和碳酸锶均是根据Strontian来命名的，这是苏格兰的一个小村庄，其附近的矿物质Strontian于1790年首先由Adair Crawford和威廉·克鲁克香克发现。19世纪时，自甜菜中提取糖料的发明是锶最大的一个应用（参见strontian工艺）。锶化合物如今主要用于生产电视机中的阴极射线管，不過隨著阴极射线管被其他显示法取代，锶的总消费量已急遽下降。
锶元素广泛存在在矿泉水中。有研究显示某些锶化合物似乎具有能夠促进骨骼生长的作用，但并没有得到证明。

## 历史
锶的名字来源于苏格兰的一个村庄Strontian，发现于此处开采出的铅矿石中。

### 锶的命名
1790年，制钡物理学家Adair Crawford和他的同事威廉·克鲁克香克发现，Strontian矿显示出与其他“重晶石”不同的特性，Adair将其命名为菱锶矿（strontianite）。他还得出另一个结论：这种矿物质与毒重石（witherite）不同，它含有一种新元素。
1793年，格拉斯哥大学化学教授Thomas Charles Hope提议采用strontites这个名字。他肯定了Crawford早期的研究成果，同时也重申：“根据它被发现的地点名称，我将它命名为Strontites；这种派生法是目前流行的做法。”
元素锶于1808年由汉弗里·戴维分离出来，是通过电解法将含有氯化锶和氧化汞的混合物分离后得出，他于1808年6月30日在英国皇家学会作报告时宣布这一成果。仿照为其他碱土金属元素命名的方法，他后来又将名字改为strontium（锶）。

### 锶的应用
用甜菜生产糖的过程中采用氢氧化锶进行晶化处理，是对锶的首次大规模应用。
1849年由Augustin-Pierre Dubrunfaut的发明专利采用氢氧化锶对糖进行晶化处理。德国的制糖业直到20世纪还在使用这一工艺。第一次世界大战之前，甜菜制糖业每年要使用10-15万吨氢氧化锶。

### 锶矿的开采
在制糖工艺中一部分氢氧化锶得到回收，然而，若要补充氢氧化锶，就需要在明斯特地区大规模开采菱锶矿。当格罗斯特郡开始开采天青石矿藏之后，德国就不再开采菱锶矿。
1884-1941年期间，这些矿的开采基本确保了全世界锶需求量。格拉纳达盆地的天青石矿藏世所共知，在20世纪50年代开始大规模开采。

### 锶的同位素
在大气核武器试验期间发现，90Sr是核裂变相对较高的产物之一。90Sr可在骨骼中富集，使得锶代谢的研究成为重要课题。

## 性质

### 物理性质
锶是二价的银白色金属，略带浅黄色光泽，其性质介于同族的钙和钡之间。它比钙软，比钡硬，其熔点（777 °C）和沸点（1655 °C）比钙的低（熔点842 °C，沸点1757 °C），钡的熔点顺着这个趋势下降（727 °C）但沸点（2170 °C）却上升了。锶的密度为2.64 g/cm3，在钙的密度（1.54 g/cm3）与钡的密度（3.594 g/cm3）之间。锶存在三种同素异形体，相变点在235 °C和540 °C。

### 化学性质
Sr2+/Sr的标准电极电势为−2.89 V，介于Ca2+/Ca（−2.84 V）和Ba2+/Ba（−2.92 V）这两个电对之间，与其相邻的碱金属相近。锶和水反应的活泼性在钙和钡之间，反应迅速，生成氢氧化锶并放出氢气。金属锶在空气中燃烧，生成氧化锶和氮化锶，但它在380 °C以下不和氮气反应，因此在室温只会生成氧化物。锶和氧能形成的氧化物除了简单的氧化锶（SrO）外，还可以通过高压下锶和氧的直接反应得到过氧化锶（SrO2），另外，黄色的超氧化锶（Sr(O2)2）也是存在的。锶的氢氧化物Sr(OH)2是一种强碱，尽管碱性弱于氢氧化钡和碱金属氢氧化物。锶的所有卤化物都是已知的。
由于s-区元素的大半径，锶可以形成配位数为2、3、4甚至到22或24的化合物，如SrCd11 and SrZn13。Ca2+同理。大体积的锶和钡在和多齿配体形成稳定配合物方面起着重要作用，如18-冠-6之类的冠醚和碱金属与钙形成的配合物的键比较弱，和锶与钡形成的配合物的碱就较强。
有机锶化合物包含着一个或更多的Sr–C键。它们在Barbier反应中作为中间体而被报道。尽管锶和镁同族，有机镁化合物在化学中的应用非常常见，但有机锶化合物却较少用到，这是因为有机锶化合物较难制备，且更活泼。由于Sr2+的半径（118 pm）和Eu2+（117 pm）、Sm2+（122 pm）相接近，有机锶化合物的性质更接近于有机铕化合物和有机钐化合物。这些化合物大部分都只能在低温制备，体积大的配体有利于其稳定。例如，环戊二烯锶Sr(C5H5)2需要由金属锶和环戊二烯汞或环戊二烯母体本身反应，但将C5H5配体换成体积更大的甲基取代物C5(CH3)5配体，可以增加化合物的溶解度、挥发性以及动力学稳定性。
由于对氧和水的高度反应性，锶单质在自然界中只会以化合物的形式出现在矿物中，如菱锶矿和天青石。金属锶需要保存在液体石蜡或煤油中以防氧化；新鲜的金属锶在空气中暴露，会形成氧化物而迅速变黄。细粉状的锶极易燃烧，它会在室温自燃。挥发性的锶盐在火焰中会产生明亮的红色，这来源于锶的焰色反应，这些盐用于焰火中以产生特定的颜色或特效。锶和钙、钡一样，以及所有的二价镧系金属（Eu、Yb等），锶可以迅速溶解在液氨中，产生深蓝色的溶液。

### 核性质
天然的锶是四种同位素的混合物：84Sr, 86Sr, 87Sr和88Sr。它们都贡献着锶的相对原子质量，其中88Sr占比82.6%，87Sr的丰度在一定范围内变化，因为放射性87Rb的β衰变会影响87Sr的生成。
在不稳定同位素中，同位素比85Sr的主要衰变模式是电子捕获或正电子发射，产生铷的同位素，而比88Sr重的同位素的电子发射则会产生钇的同位素。最受关注的是89Sr和90Sr。前者的半衰期为50.6天，由于锶和钙的化学性质相似，它可以一定程度上取代钙，用于治疗骨癌。

## 存在形式
锶通常存在于自然之中，是地球上第15大蕴藏量最丰富的元素，估计在地壳中每一百万个原子中就有约360个锶原子，主要以硫酸盐矿物天青石（SrSO4）和碳酸盐矿物菱锶矿（SrCO3）两种形式存在。在这两种矿物质中，天青石更常见于大型沉积层，非常适于开采和开发。由于锶通常以碳酸形式使用，因此两者中菱锶矿更为常用，但几乎还没有发现适于开采开发的菱锶矿。
海水中的锶平均含量为8毫克/升。锶的浓度为82-90微摩尔/升，远低于钙的浓度，钙浓度通常为9.6-11.6毫摩尔/升。

## 生产
2015年全球三個主要的天青石礦形式鍶生產國為中國（150,000公噸）、西班牙（90,000公噸）與墨西哥（70,000公噸）；阿根廷（10,000公噸）與摩洛哥（2,500公噸）是較小的生產國。雖然鍶礦廣泛分佈於美國，但自1959年起並未被開採。
开采出的大量天青石可通过两种工艺转换为碳酸盐。或者直接通过碳酸钠溶液溶解，或者以煤烧烤生成硫化物。第二种工艺会产生一种暗色物质，其中主要含的是硫化锶。这种所谓的黑灰溶于水后可进行过滤。硫化锶溶液中加入二氧化碳，就可沉淀出碳酸锶。通过以下碳热还原过程，可自硫酸锶中还原出硫化锶：
{\displaystyle {\ce {SrSO4 + C -> SrS + 2CO2}}}
通过这种方式每年的全球硫酸锶产量约为30万吨。
商业上利用铝从氧化锶中还原出金属锶，将锶从混合物中蒸发出来。原则上，将氯化锶溶液放入熔化的氯化钾中电解后可还原出金属锶：
{\displaystyle {\ce {Sr^2+ + 2e- -> Sr}}}
{\displaystyle {\ce {2Cl^- -> Cl2 + 2e^-}}}

## 同位素

### 自然同位素
锶具有4个自然存在的稳定同位素：84Sr（0.56%）、86Sr（9.86%）、87Sr （7.0%）和88Sr（82.58%）。
其中只有87Sr通过放射产生：也就是从放射性碱性金属87Rb（铷）衰变后产生，铷的半衰期为4.88 × 1010年。
这样，任何一种材料中均有两种87Sr的来源：
第一种是利用晶石与84Sr、86Sr和 88Sr三种同位素共同生成；
第二种是87Rb放射性衰变后产生的。
87Sr与86Sr之间的比率是地质调查中通常使用的参数；矿物质与岩石的比率范围为0.7到4.0以上。
锶与钙的原子半径接近，它可以替代各种材料中的钙。

### 人工同位素
已知存在的同位素有16种。其中最为重要的是半衰期为28.78年的90Sr以及半衰期为50.5天的89Sr。90Sr是核裂变的副产物，存在于核尘中，由于它可替代骨骼中的钙而无法从身体排出，因此造成健康问题。这样同位素是已知的存在时间最长的高能率β辐射体，用于核辅助动力系统SNAP设备中。这种设备非常适用于航天器、远程气象站和航行浮标，需配备有薄型耐用核电装备。1986年的切尔诺贝利核电泄漏事故导致了大面积90Sr污染。将90Sr封存在凹形银箍中也可用于翼状胬肉切除后的治疗。
89Sr是一种非耐用人造放射性同位素，用于治疗骨癌。

## 危害
虽然90Sr（半衰期28.90年）在骨骼中的存在可引起骨癌，以及附近组织的癌症和白血病。1986年切尔诺贝利核事故的污染约30,000平方公里，90Sr中仅5%就造成了超过了10 kBq/m2的污染。

## 应用
锶用于制造合金、光电管、照明灯。它的化合物用于制信号弹、烟火等。

### 阴极射线显示器的材料
锶产量的75%用于彩色电视机内的玻璃阴极射线管。它可以防止X射线辐射。阴极射线管（CRT）的每一个部分必须要能够吸收X射线。在阴极射线管的颈部和漏斗位置使用铅玻璃就是为此目的，但这种铅玻璃由于内部X射线起反应而产生褐化效应。因此，前板应当使用一种不同的玻璃混合物，其中的锶和钡就是吸收X射线的物质。
2005年进行的一项回收研究表明，玻璃混合物平均值应当是8.5%氧化锶加上10%氧化钡。阴极射线管中的锶用量出现下降，因为阴极射线管被其他显示法取代，这对锶的开采量和提炼量产生重大影响。

### 同位素丰度与地理
由于锶与钙类似，因此锶也可被骨吸收，4种稳定同位素也大体按自然比例被吸收。然而，不同地理位置的同位素实际比例变化较大。因此，通过分析个人的骨骼可以帮助确定其来自哪一地区。这种方法有助于确定古代迁移模式，也有助于识别战场掩埋地点的混合人类遗体。因此，锶对法政科学家也有帮助。
87Sr与86Sr之间的比例常用于确定自然系统中沉积物的可能起源地，尤其是海洋和河流环境中的沉积物。Dasch在1969年证明，大西洋底表面沉积物中的87Sr/86Sr比例可被视为邻近陆地地理地形的87Sr/86Sr整体平均比例。关于河流海洋系统的锶同位素起源地方面的一项成功研究对象就是尼罗河-地中海系统，由于蓝色和白色尼罗河主体岩石的石龄不同，可通过研究锶同位素确定抵达尼罗河三角洲和东部地中海的一系列沉积物的起源地汇水区。这种起源地变化受晚第四纪气候控制。
最近，87Sr/86Sr比例也被用于确定古代材料的起源，比如说新墨西哥查科峡谷中的林木和玉米起源地。牙齿中的87Sr/86Sr比例也可用于推断动物迁移路线或者用于犯罪法证。

### 烟火、牙膏、金属冶炼
碳酸钙或其他锶盐可在烟火中形成深红色，因此用于烟火制造，用量约占全世界产量的5%。
氯化锶有时也用于生产适用于敏感性牙齿的牙膏。有一个流行品牌的牙膏中使用了10%重量的氯化锶六水合物。
在锌的提炼过程中也可使用少量的锶以去除所含的少量铅杂质。

### 放射性同位素
89Sr是美他特龙中的一种活性成分（也就是通用的美他特龙Metastron，是Bio-Nucleonics公司生产的泛型氯化锶Sr-89注射液），美他特龙是一种放射性药物，用于治疗缓解转移性骨癌的继发性骨痛。锶与钙的作用类似，在骨质增生处更易被骨吸收，因此癌病变部位更易暴露于辐射。
90Sr是235U的裂变产物，其半衰期为28.9年。90Sr可作为一种能源用于放射性同位素热能发电机（RTGs）。每克90Sr可生成约0.93瓦特的热能（在RTGs中使用的90Sr若采取氟化锶形式，产生的热能则略低）。然而，90Sr比另一种RTG燃料钚（238Pu）的寿命短1/3而且密度也低。90Sr的主要优势在于，它比238Pu价格低而且存在于核废物中。苏联将其北部沿海地区的近1000个放射性同位素热电发生器作为灯塔和气象站使用。
90Sr也用于治疗癌症，其β辐射率以及较长的半衰期适于作表层放射治疗。
把放射性的87mSr引入患者身體中，待骨骼吸收後，用輻射檢測器可測定其在人體骨骼中所處的位置，並確定人體中出現異常的情況。87mSr半衰期只有2.8小時，會很快從人體中排出，因此，人體所受輻射量很小。

### 潛在應用
其他的可能应用领域如下：
- 钛酸锶具有极高的折射率以及比钻石还高的光学色度，因此可用于各种光学领域。由于具有这一品质，它可被切割成宝石，尤其是作为钻石仿制品。然而，由于它非常软且易刮花，因此很少被使用。
- 用作铁氧体磁铁。
- 铝酸锶可用作磷光体，发出的磷光可保持很长时间。
- 氧化锶有时也用于提高陶器的光泽质量。
- 雷尼酸锶用于治疗骨质疏松症，在欧盟地区作为处方药使用，但在美国却不属于处方药。
- 铌酸锶钡可作为“屏幕”用于室外3D全息显示。

金属锶可制成锶铝（90%+10%）共熔合金，用于改进铝硅合金铸造工艺。AJ62是一种耐用抗蠕变镁合金，用于宝马汽车和摩托车引擎，其中锶的重量比为2%。

## 化合物
锶可形成多种盐类，这些盐类的特性总是处于钡和钙之间。这些盐类通常无色，硫酸锶和碳酸锶几乎不溶于水，因此它们作为矿物质存在。多数化合物衍生自碳酸锶或者由矿物质提取的硫化锶。作为碱性土衍生物，硫化锶易通过以下过程水解：
{\displaystyle {\ce {SrS + 2H2O -> Sr(OH)2 + H2S}}}
在商业生产化合物时也会采用类似的反应式，包括最为有用的锶化合物——碳酸锶。通过此种方式也可制成硝酸锶。
{\displaystyle {\ce {SrS + H2O + CO2 -> SrCO3 + H2S}}}

## 生物角色
等辐骨虫纲是一种相对大型群居的海生放射虫，可生成由硫酸锶组成的复杂矿物骨架。在生物系统中，有少量的钙会被锶替代。在人体内，吸收的锶多存在于骨骼中。人体内锶与钙的比例在1:1000到1:2000之间，基本上与血清内的锶/钙比例相同。

### 对人体的作用
人体吸收锶就象吸收钙一样。由于这两种元素具有化学相似性，稳定状态的锶不会对健康造成严重影响——事实上，人体中自然存在的一定水平的锶可能是有益的（如下所述）——但是放射性90Sr可导致各种形式的骨骼问题和疾病，包括骨癌。锶单位用于衡量已吸收的90Sr的放射性。
最近由纽约牙科大学使用锶对成骨细胞进行的一项试管试验表明，施用锶后成骨细胞的造骨功能显著提高。
锶与雷奈酸合成的药品雷尼酸锶，对骨骼生长具有辅助作用，它可提高骨骼密度，并可减少椎骨、周边骨和臀部发生骨折。使用这种药物的女性患者骨骼密度提高了12.7%，而对照组的女性患者骨骼密度下降了1.6%。根据X射线密度法测量，骨骼密度增加有一半原因是由于锶具有比钙高的原子重，另一半原因是由于骨量增加。雷尼酸锶在欧洲以及许多其他国家是作为处方药登记的，必须由医生开处方、由药师给药使用，并且受严格的医疗监督。
自20世纪50年代开始，关于锶的有益之处的医学研究已有很长历史。研究表明，锶不具有不良副作用。在美国，根据《1994膳食补充剂健康教育法》，其他几种锶盐如柠檬酸锶和碳酸锶是可以服用的，只要服用的雷尼酸锶接近建议的锶含量，也就是大约680毫克/天的剂量。关于锶对人体的长期安全性和有效性，还未进行过大规模医疗试验。然而，确实有一些公司在生产锶片以提高骨健康。
皮肤施用锶可抑制瘙痒感觉。在皮肤上施用锶可明显加快表皮屏障的修复率。

## 外部連結
- 元素锶在洛斯阿拉莫斯国家实验室的介紹（英文）
- —— 锶（英文）
- 元素锶在The Periodic Table of Videos（諾丁漢大學）的介紹（英文）
- 元素锶在Peter van der Krogt elements site的介紹（英文）
- WebElements.com – 锶（英文）